# Sádek (Boêmia Central)
Sádek é uma comuna checa localizada na região da Boêmia Central, distrito de Příbram.